# Жан Расин
Жан Расин (на френски: Jean Racine) е най-значимият френски трагедиограф от епохата на Зрелия класицизъм, един от тримата велики френски драматурзи на 17. век във Франция заедно с Молиер и Корней.

## Биография
Роден на 22 декември 1639 година във Ферте-Милон, провинция Пикарди в Северна Франция, Расин осиротява едва на четири годишна възраст, като майка му почива през 1641 година, а баща му през 1643 година. Вследствие на обстоятелствата, Расин попада под грижите на своите баба и дядо. След смъртта и на дядо му през 1649 година, баба му, Мари Молинс отива да живее в манастира Порт-Роял, религиозна институция, която има заслуги в повлияването на други съвременни личности, включително Блез Паскал. Порт-Роял бил основан от последователи на янсенизма. Взаимоотношенията между Расин и янсенизма през годините му прекарани в академията имали огромно влияние през остатъка от живота му. През годините прекарани в Порт-Роял, той се справял изключително в дисциплини като Класическо учение, Гръцка и Римска митология, всяка от които играе важна роля в бъдещите му творби.
Първоначално учи в колежа в Бове, а когато навършва шестнадесетгодишна възраст постъпва в училището Пале-Роаял де Шан, прилежащо към манастира. Там юношата се увлича по елинската литература и чете в оригинал трагедиите на Еврипид и елинистическите романи. Въпреки строгото религиозно образование, младият Расин проявява влечение към поезията и светския живот. От него се очаква да изучава право в Париж, Жан Расин обаче бил по-привлечен от живота на артист. Вследствие експериментирал с поезия, което му донася награда от най-великия литературен критик във Франция, Никола Боало с който по-късно Расин става близък приятел. По-късно Расин се установява в Париж, където навлиза в театралните среди. Първата поетическа изява на Расин е одата, която той написва през 1660 г. във връзка със сватбата на младия крал. Тя е озаглавена „Нимфата на Сена“ и при написването ѝ авторът се консултира с авторитетния критик и председател на Академията Шаплен. Разтревожени от поетическите амбиции на Расин, близките му го изпращат в едно затънтено градче, където той трябва да стане свещеник и да получи енория. Расин се завръща в Париж и веднага написва „Ода по случай оздравяването на краля“. Междувременно той вече снове между театрите „Пале Роаял“ и „Отел дьо Бургон“.

## Активен творчески период
Творческият му период обхваща 13 години, а броят на драмите му 10. Към края на живота си по настояване на съпругата на краля Расин написва две литературни драми, „Естер“ и „Атали“. Те също са част от литературното му наследство, но стоят откъснати от основния му творчески период.
Расин дебютира със своята трагедия „Тивиада или Братя врагове“ през пролетта на 1664 г. Тя е написана по „Седемте срещу Тива“ на Есхил и представена от трупата на Молиер.
Пиесата, с която Расин впечатлява публиката, а и кралския двор, е „Александър Велики“ (1665). В нея Расин все още подражава на Корней и на модерния по същото време Кено. Но пиесата нашумява и поради един театрален скандал, който представя Расин в неблагоприятна светлина. Недоволен от постановката на пиесата си в „Пале Роаял“, Расин я дава в „Отел дьо Бургон“, така че тя всъщност започва да се играе едновременно и в двата театъра. Освен това Расин привлича в конкурентния театър примадоната на Молиер Терез Дюпар. Това става причина за разрива между двамата най-велики драматурзи от епохата на Класицизма.
През 1667 г. Расин се представя с първия си шедьовър „Андромаха“, която веднага го изтъква като истински лидер на театралния подиум. „Андромаха“ е създадена по антични източници. С тази трагедия Расин се изявява като изобразител на съдбовни страсти, като проникновен познавач на тайните на човешкото сърце. В трагедията Расин комбинира и използва сюжетни елементи от няколко древни творби: Омировата „Илиада“ (VI и XXII песен), „Андромаха“ и „Троянките“ на Еврипид, трагедията на Сенека „Андромаха“ и Вергилиевата „Енеида“ (III песен). Расин прекроява античния сюжет в съответствие с духа на времето, в което живее. Успехът на трагедията се дължи до голяма степен на новаторството на младия драматург. Той модифицира находчиво основния драматургичен конфликт от пиесата на Корней в конфликт между страстта и дълга. Новаторска е у него и постановката за любовта. На преден план изтъква любовната страст, раздвижена от неуправляеми импулси и на първо място от ревността. Сред големите драматургически достойнства на Расин се откроява простотата и целеустремеността на действието. Освен това езикът на Расиновите герои носи полъх на автентичната страст, отговаряща не толкова на конвенционалния речник на епохата, колкото на вечния език на страстта.
През 1668 г. Расин пише само триактната комедия „Истци“. Комедията е посрещната хладно, но тъй като допада на краля, скоро всички започват да я харесват.
През 1669 г. написва за „Отел дьо Бургон“ трагедията „Британик“. Трагедията на Расин е посрещната въздържано и упреците не са от художествено-естетически характер, а от това, че се дискредитира монархическата власт.
С трагедията „Баязид“ (Бажазет, 1672) Расин затвърждава силата си на водещ драматург. Тя е изключение в драматургическото му творчество със съвременния сюжет за тайните на султанския харем. Сюжетът е заимстван от разказите на френския посланик в Цариград Дьо Сези за обстоятелствата около смъртта на Баязид, брат на тогавашния султан. В предговора към второто издание на пиесата Расин пояснява, че съвременният сюжет е компенсиран от отдалечеността в пространството, което е равносилно на отдалечаване във времето. Трагедията въздейства върху зрителите с екзотичните костюми, с които играят актьорите. Устремът на „Баязид“ е огромен. Освен екзотичната източна тема за това допринася и навикът на високопоставената публика да открива в сюжетите намеци за актуални събития.
През следващите пет години творческия път на Расин е поредица от триумфи. През 1673 г. драматургът е избран във Френската академия. През 1674 г. излиза „Ифигения в Авлида“ Расин изпитва определени затруднения да съгласува шокиращия митологически сюжет, разработен от Еврипид, с духа на епохата, в която живее. Въпреки това трагедията е отлично приета от публиката.
Докато „Андромаха“ е ранният шедьовър на Расин, „Федра“ (1677 г.) е шедьовърът на зрялото му творчество. Десет години делят двете велики творби. Сюжетът за трагедията е взет от творбата на Еврипид и Сенека, но Расин внася някои промени, съобразени със съвременната му епоха. Отново Расин се изразява като забележителен познавач на женското сърце и на съдбовните страсти. Отново ревността е двигател на трагичното действие. В тази последна трагедия на Расин над всички образи доминира Федра. „Федра“ е най-дискутираната Расинова драма. Причина за това е факта, че тя наистина надхвърля границите на епохата си. От друга страна в редица по-късни трактовки трагедията на Расин се тълкува в плана на неговото помирение с възпитателите му от Пале-Роаял и с възгледите на янсенистите. В подобен план трагедията е интерпретирана като творба на „отсрочка“ на заслужената гибел, а самата Федра – като душа, лишена от благодат и поради това обречена.

## Живот след театъра
В продължение на повече от двадесет години, чак до смъртта си, Расин води живот на примерен буржоа. Жени се за богатата Катрин дьо Романе, която му ражда седем деца. От петте му дъщери три стават монахини и само една се омъжва. Но Расин не изчезва напълно от културния живот въпреки рязкото му скъсване с театъра. През 1674 г. той е назначен от Луи XIV за негов личен историограф, така че дели времето си между двореца и дома.
През 1689 г. мадам Дьо Ментьонон, втората съпруга на краля, моли Расин да напише една лирическа драма, която нейните възпитанички от манастирското училище Сен-Сир да изиграят без декори. Още същата година той написва библейската драма „Естер“.
През 1691 г. написва още една лирическа драма „Атали“, която е изиграна от възпитаничките на мадам Дьо Ментьонон във Версай пред краля.

## Творческо наследство
Жан Расин пише главно в стила на традиционния класицизъм: неговите творби, основани на историческа или древна митология, се състоят от пет акта, а събитията се провеждат в един и същи ден и на едно място.
С работата си талантливият драматург не иска да промени коренно съществуващата система на драмата. Той не пише философски дълги трактати, а излага мислите и идеите си в кратка и проста форма под формата на предговори към публикувани трагедии.
На практика той предава световния си мироглед, отказва да идеализира главните герои и не обръща внимание на задълженията и задълженията на своите герои, а на вътрешните им конфликти, сърдечни преживявания, които поглъщат душата на страст, слабост и изкушение.

### Преводи
- Le Banquet de Platon
- Vie de Diogène le Cynique
- Texts of Eusebius of Caesarea
- La Poétique (Aristotle)

### Исторически трудове
- Животът на Луи XIV
- „Кратка история на Пор-Ройал“ (1767)

## Последни години
Жан Расин умира на 59 години към края на април 1699 г. и по негово настояване е погребан в гробището на Пор-Ройал. Когато прочутото абатство бива ликвидирано през 1710 г., започва унищожаването и на гробището. Затова на следващата година тленните останки на писателя са изровени и препогребани в църквата Сент Етиен дю Мон.